# Château de Letná
 (juin 2024).
Le château de Letná est situé à Prague dans le Parc Letná. Il s'agit d'un bâtiment néo-Renaissance d'un étage avec une tour d'angle à deux étages. L'entrée principale dans la loggia au dessus du double escalier est orientée au sud. Le château a été construit en 1863 par Vojtěch Ignác Ullmann, il est protégé en tant que monument culturel de la République tchèque.
Le vieux carrousel de Letna et le terrain de pétanque sont situés à proximité. En 1891, à l'occasion de l'Exposition nationale du Jubilé, la station supérieure du téléphérique de Letná et le terminus du premier tramway électrique de Prague furent construits à proximité du château. Le château abrite un restaurant loué depuis longtemps par le district de Prague 7,,,.

## Galerie

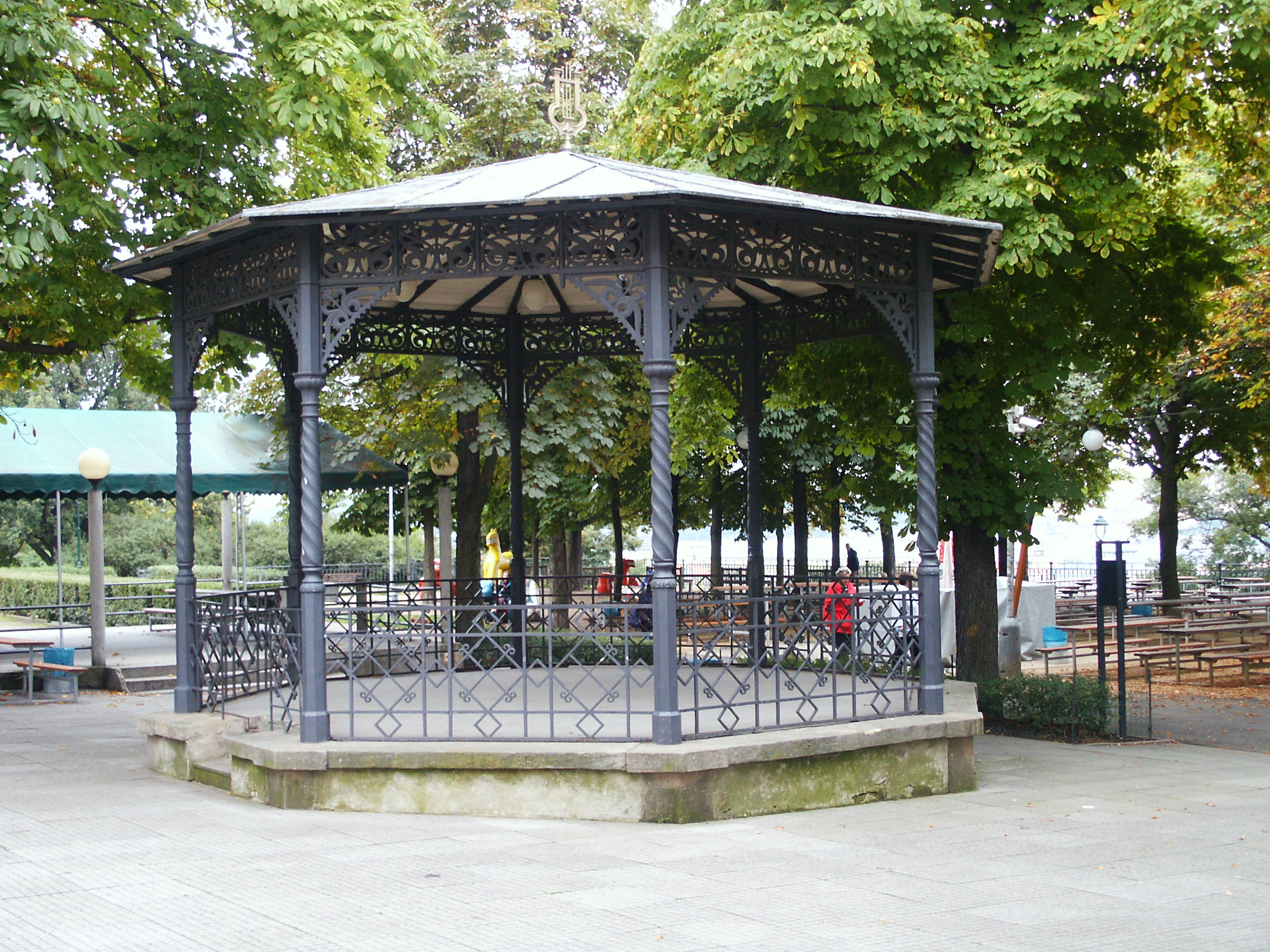
Kiosque à musique devant le château Letna
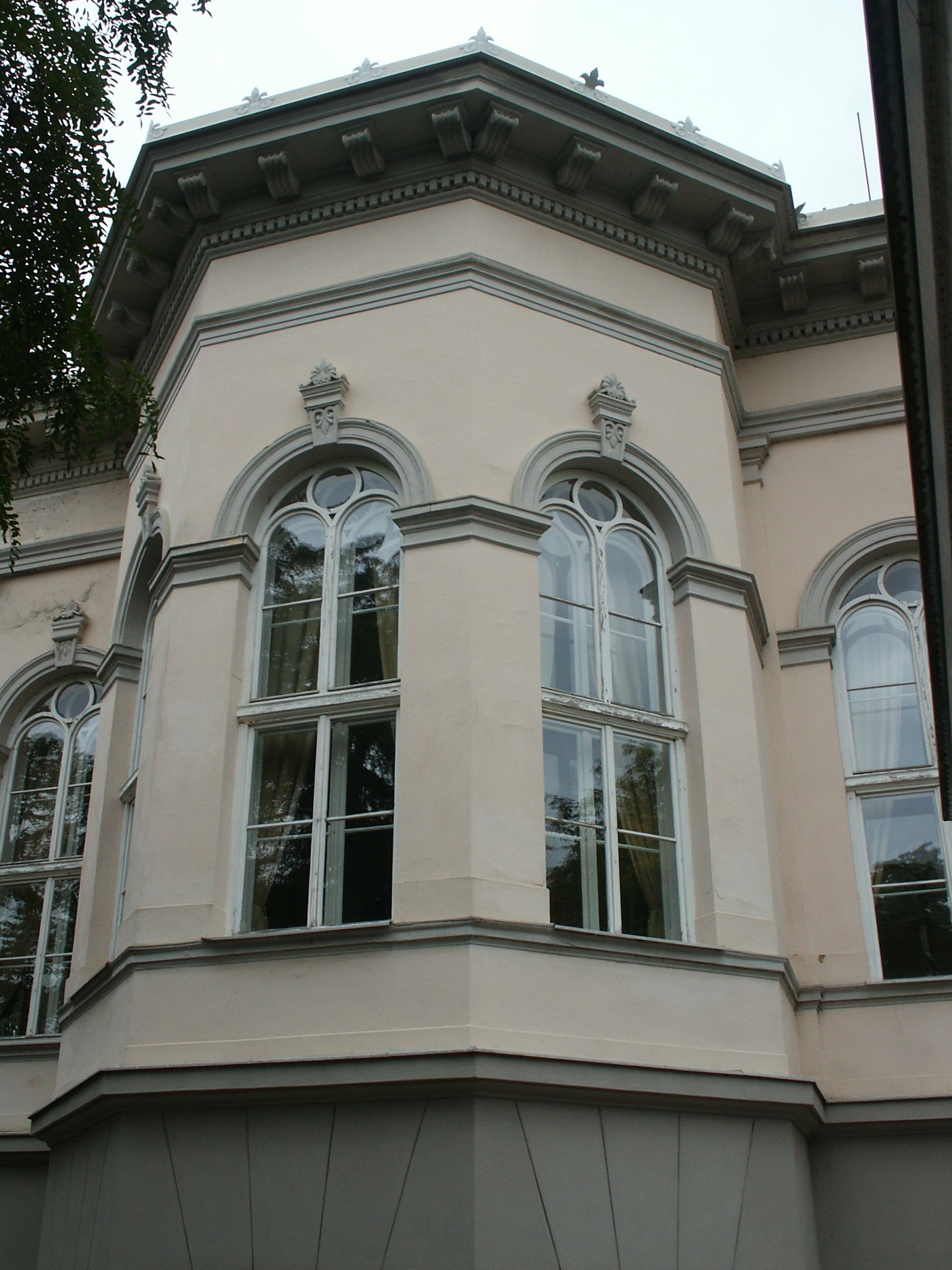
Château Letna - détail de la façade
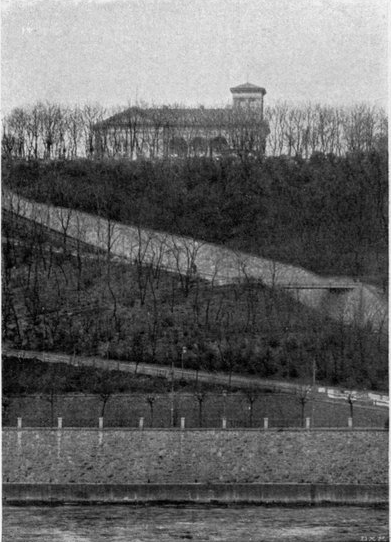
Château de Letna au tournant des XIXe et XXe siècles - vue depuis la Vltava